# Реторбидо
Рето̀рбидо (на италиански: Retorbido; на ломбардски: Ar Tùrbi, Ар Турби) е село и община в Северна Италия, провинция Павия, регион Ломбардия. Разположено е на 169 m надморска височина. Населението на общината е 1569 души (към 2017 г.).